# Nyctophilus geoffroyi
Nyctophilus geoffroyi is een vleermuis uit het geslacht Nyctophilus die voorkomt in Australië (behalve het Kaap York-schiereiland en het grootste deel van de oostkust van Queensland), inclusief Tasmanië en een aantal andere eilanden. Het dier komt algemeen voor in allerlei habitats, van woestijnen tot steden. N. geoffroyi is een flexibele soort, die zo ongeveer elk hol kan gebruiken om in te slapen. De vlucht is laag en wendbaar; de insecten die het dier eet worden niet alleen in de vlucht, maar ook van vegetatie of de grond gepakt. In zuidelijk Australië worden de twee jongen in oktober of november geboren, maar in het noorden eerder.
N. geoffroyi is een relatief kleine Nyctophilus met grote oren. De rugvacht is grijsbruin; de onderkant is daarentegen wit. Exemplaren uit Noord-Australië zijn groter dan die uit het zuiden. De kop-romplengte bedraagt 38 tot 50 mm, de staartlengte 31 tot 40 mm, de voorarmlengte 31 tot 42 mm, de oorlengte 18 tot 25 mm en het gewicht 4,0 tot 10,2 g.